# 国鉄DD21形ディーゼル機関車
DD21形ディーゼル機関車（DD21がたディーゼルきかんしゃ）は、日本国有鉄道（国鉄）が1963年（昭和38年）に試作した液体式ディーゼル機関車である。

## 概要
1963年に試作されたDD20形1号機をベースに、ラッセル式除雪装置を備えた機関車である。
DD20形より少し後の1963年12月に1号機が日本車輌製造で製造された。

## 構造
ラッセル式除雪装置付きのディーゼル機関車としては、すでにDD13形をベースとしたDD15形が製造されていたが、DD15形は入換など雪かき以外の用途に使用する場合、ラッセル除雪装置を取り外す必要があったことから不便であった。そこで、本形式では、ラッセル除雪装置を機関車に固定し、除雪装置付きのまま車両を連結し、入換などに使用できる構造とした。
車体形状はDD20 1と異なり凸型であるが、運転室が中央よりややずれたセミ・センターキャブ方式である。エンジンはDD20 1と同様、DML61S (1,000ps/1,500rpm) を1基搭載している。台車は空気ばね式のDT130である。ラッセル除雪装置は複線形で、除雪装置を常に装着した状態であるため、除雪装置の中央部から連結器が露出する状態になっている。除雪時には空気ばねの空気を抜き、連結器は収納した。除雪装置は複線形であることから通常は進行方向左側に排雪するが、除雪装置最前部右側にある補助翼を線路側に向けることができ、進行方向右側への排雪も可能である。この補助翼は、入換時等には運転台側に折り返して車体に沿わせることもできる。

## 運用
落成後は東新潟機関区に配置されて試運転が行われたが、軸重が14tと重いため一部のローカル線に入線できなかったことや、除雪装置を装着したままでの入換作業が不便であったこと、入換時に運転室からの見通しに難があったことなどから量産は見送られ、1両のみの試作にとどまった。
その後も新潟地区で除雪に使用されたが、DD20形と同様、長期休車を経て1986年（昭和61年）に廃車。1992年（平成4年）頃までは新津車両所（当時、現在の新津車両製作所）に留置されていたが、車輌新造施設建設にともない解体された。